# Central térmica Costanera
La central térmica Generación Costanera es la mayor planta termoeléctrica de Argentina. Se encuentra situada en la Zona Sur del área portuaria de la ciudad de Buenos Aires, junto al Río de la Plata, y utiliza como combustible fueloil, gas natural y gasóleo. Consta de 8 grupos, seis de ciclo convencional que producen 1.131 MW y dos de ciclo combinado que suman 1.172,6 MW, por lo que su potencia total instalada es de 2.303,6 MW. Es operada por la empresa Central Costanera, parte del grupo Central Puerto S.A.

## Historia

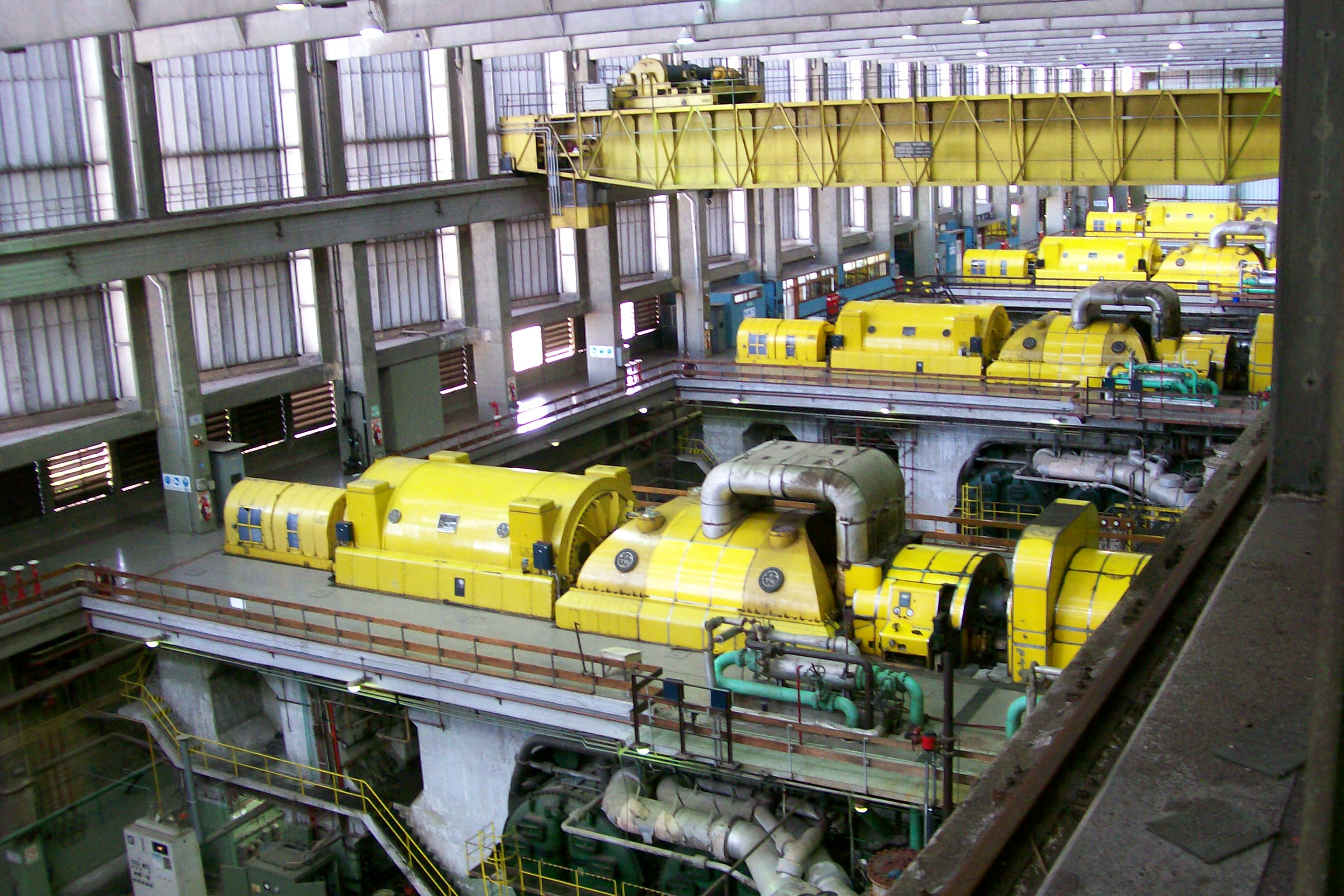
Turbogrupos British Thomson-Houston de 120 MW cada uno.

Licitada en octubre de 1956, la central fue puesta en marcha con capital público por Servicios Eléctricos del Gran Buenos Aires S.A., entrando el primer generador en servicio en 1963. Fue inaugurada el 30 de marzo de 1966, constando de cinco grupos de ciclo convencional de 120 MW brutos cada uno, construidos por British Thomson-Houston e International Combustion Ltd.. En 1976 fue incorporada una unidad de 350 MW, con material de Babcock and Wilcox e Hitachi, y en 1985 entró en servicio el Grupo 7, con 310 MW de potencia, equipada con una turbina LMZ, un generador Electrosila (ambos de fabricación rusa) y una caldera Babcock and Wilcox.
El 29 de mayo de 1992, y como resultado de la política de privatizaciones llevada a cabo por el gobierno de Carlos Menem, la central dejó de pertenecer a la sociedad estatal para ser adquirida por Endesa, a través de Endesa Chile y bajo la sociedad Endesa-Costanera S. A. En ese momento estaba formada por cinco grupos térmicos que sumaban 1.138 MW de potencia, y ya suponía el 19% de la capacidad térmica instalada en Argentina. 
En 1995, la nueva sociedad culmina la instalación de un ciclo combinado de gas natural y gasóleo denominado Central Termoeléctrica Buenos Aires, la primera instalación de este tipo en Sudamérica, configurado por un turbogenerador a gas y el turbogenerador a vapor del grupo 5 (quedando desmantelada la caldera de dicho grupo), que aporta al sistema otros 327 MW. Su fabricación corre a cargo del consorcio Siemens-Black and Veatch.
Finalmente, en 1998 se añadió el Grupo 9, otro ciclo combinado de gas natural y gasóleo, construido por Mitsubishi y configurado por dos turbogeneradores a gas y un turbogenerador a vapor, con una potencia de 859 MW.
En 2013 llegó al récord histórico de generación mensual de energía eléctrica al alcanzar un total de 1.082 GWh Brutos. La central propiedad del Grupo Enel es la mayor generadora de energía eléctrica por procesos térmicos de Argentina.
Con fecha 28 de enero de 2015 la Asamblea General Extraordinaria de Accionistas de la Sociedad aprobó la reforma del artículo 1º del estatuto social, por el cual se modificó la denominación de la Sociedad por “CENTRAL COSTANERA S.A.” El trámite de aprobación y registro se encuentra próximo a concluir. En noviembre de 2016, en Comité Ejecutivo fue aprobado el cambio de nombre a Enel Generación Costanera. 
La central Costanera se encuentra muy cerca de la Reserva Ecológica de Buenos Aires, y es una de las industrias que más CO2 emite del Gran Buenos Aires. Durante 2008 sus emisiones de CO2 a la atmósfera fueron de 1.795.402 T, 100.000 más que en el año 2000.
El Grupo realiza operaciones en 32 países de 4 continentes, gestiona la generación de energía de más de 95 GW de capacidad instalada neta y distribuye electricidad y gas a través de una red que abarca alrededor de 1,9 millones de kilómetros. En Europa, Enel es la principal compañía de generación de energía por EBITDA anunciado. Con sus 62 millones de usuarios finales en todo el mundo, el Grupo goza de la mayor base de clientes entre sus competidoras europeas (datos al 31 de diciembre de 2013).
El 27 de febrero de 2023, la compañía fue vendida a Central Puerto S.A.

## Datos
Según la memoria de 2015, para desarrollar la actividad principal, Costanera cuenta con seis unidades convencionales turbo vapor con una capacidad instalada de 1.140 MW y dos ciclos combinados, uno de ellos provisto por la firma Mitsubishi con una capacidad instalada de 851 MW y el otro compuesto de una turbina de gas Siemens y una antigua turbina a vapor BTH con una capacidad instalada de 320 MW. Se encuentra estratégicamente ubicada en plena ciudad de Buenos Aires, que junto al Gran Buenos Aires demandan una porción significativa del total de la electricidad producida en el país.
A continuación se muestran los datos referentes a cada grupo térmico actualmente en servicio:
| Unidad                   | Tipo               | Potencia (MW) | Año  |
| ------------------------ | ------------------ | ------------- | ---- |
| 1                        | Ciclo convencional | 123           | 1962 |
| 2                        | Ciclo convencional | 116           | 1963 |
| 3                        | Ciclo convencional | 112           | 1963 |
| 4                        | Ciclo convencional | 120           | 1963 |
| 6                        | Ciclo convencional | 350           | 1976 |
| 7                        | Ciclo convencional | 310           | 1984 |
| CC1                      | Ciclo combinado    | 103,1         | 1964 |
| CC1                      | Ciclo combinado    | 218,5         | 1995 |
| CC2                      | Ciclo combinado    | 264,4         | 1998 |
| CC2                      | Ciclo combinado    | 264,4         | 1998 |
| CC2                      | Ciclo combinado    | 322,2         | 1998 |
| Potencia total instalada |                    | 2.303,6 MW    |      |

La caldera de la unidad 5 ha sido desmantelada, aprovechando la turbina de vapor para el ciclo combinado 1 (CC1).
Indicadores importantes 2015
La disponibilidad anual del parque turbovapor se ha visto ligeramente disminuida producto de los mantenimientos programados en las Unidades Nos 2, 3, 4 y 6, siendo la misma en promedio del 31,5%.
En materia de Ciclos Combinados, las disponibilidades han sido sensiblemente superiores, llegando a valores cercanos
al 70% para CCI y al 95% para CCII.
Unidad Disponibilidad
TV01 71,9%
TV02 25,0%
TV03 12,0%
TV04 12,5%
TV06 23,5%
TV07 41,7%
Promedio Vapor 31,5%
CCI – TG01 69,8%
CCI – TV02 68,9%
Promedio CCI 69,2%
CCII – TG08 93,9%
CCII – TG09 92,8%
CCII – TV10 96,8%
Promedio CCII 94,7%
Cabe destacar que todas las disponibilidades han sido calculadas con el criterio de cálculo de ENEL.
Respecto al aprovechamiento de las unidades, el Factor de Utilización de Energía Disponible arroja que la energía del Parque de Vapor ha sido utilizada en un 66,5%, mientras que en los Ciclos Combinados la energía de CCI ha sido utilizada en 59,2% y CCII 72,0%.
Unidad / Factor de utilización de la energía disponible
TV01 73,8%
TV02 56,0%
TV03 42,7%
TV04 45,7%
TV06 65,4%
TV07 69,1%
Promedio Vapor 66,5%
CCI – TG01 61,7%
CCI – TV02 58,0%
Promedio CCI 59,2%
CCII – TG08 75,8%
CCII – TG09 76,1%
CCII – TV10 65,8%
Promedio CCII 72,0%

## Impacto ambiental
La central Costanera es una de las empresas más contaminantes del país. se encuentra muy cerca de la Reserva Ecológica de Buenos Aires, y es una de las industrias que más CO2 emite del Gran Buenos Aires. Durante 2008 sus emisiones de CO2 a la atmósfera fueron de 1.795.402 T, 100.000 más que en el año 2000.
El 30 de septiembre de 2010 la central fue inspeccionada por una denuncia por posible contaminación con hidrocarburos, que afectaría principalmente las aguas del Río de la Plata. Aparentemente se habrían encontrado conexiones clandestinas de desagües cloacales al río.
El trabajo continuo de seguimiento, de optimización de la operación y mantenimiento de las instalaciones y la capacitación del personal involucrado, permitió obtener en el año 2015 un consumo de combustible por MWh generado de 6,6 (%/MWh). El valor obtenido para el consumo de agua desmineralizada fue 0,13 (TnH2O/MWh).[cita requerida]
Los ratios obtenidos en el presente ejercicio de emisiones gaseosas por unidad de energía producida fueron: de CO2 0,50 (TnCO2/MWh); de NOx 1,10 (kg NOx/MWh); de SO2 0,36 (kg SO2/MWh) y de material particulado 0,06 [kgMP/MWh].

## Estructura Accionaria
El capital se compone de la siguiente manera:
| Accionista       | Cantidad de acciones | Participación |
| ---------------- | -------------------- | ------------- |
| Proener          | 531.273.928          | 75,6813%      |
| FGS-Anses        | 108.011.285          | 15,3865%      |
| Otros Inversores | 62.703.165           | 8,9322%       |